# 3376 Armandhammer
3376 Armandhammer este un asteroid din centura principală, descoperit pe 21 octombrie 1982, de Liudmila Juravliova.